# Camigliano (Capannori)
Camigliano è una frazione del comune italiano di Capannori, nella provincia di Lucca, in Toscana.

## Storia
Il centro abitato di Camigliano (Camilianum), a volte citato anche come Camugliano, è di origini medievali. 
La prima menzione di Camullianum risale al 16 giugno 1099. Si tratta di un Placito tenuto,  da Matilde di Canossa nel prato del Signor Imperatore presso la chiesa di San Donato, con cui viene assegnata la terza parte della corte ed il castello di Capannule (Capannori) presso Camullianum al vescovo di Lucca Rangerio (Rogerius), rappresentato dall'avvocato Lamberto, contro il Conte Guido del fu conte Guido.
Nel XIII secolo è documentata una parrocchia dedicata a san Michele Arcangelo.
Nel 1833 la frazione contava 1 108 abitanti.

## Monumenti e luoghi d'interesse

### Chiesa di San Michele
L'edificio parrocchiale della frazione è la chiesa di San Michele, situata lungo la via per Sant'Andrea nei pressi della fattoria di Camigliano. L'edificio risale al XII secolo e lo si trova citato come compreso nel pieviere di Segromigno in Monte nel XIII secolo. Ha subito una serie di ampliamenti e ristrutturazioni in età moderna e si presenta con una pianta a croce latina e la facciata in stile neoclassico.

### Villa Torrigiani
Imponente villa barocca risalente al XVI secolo, già proprietà della famiglia Santini.
Visitabile l'interno e i giardini, è meta di turisti da ogni angolo del mondo. Conosciuto da pochi, il bellissimo retro della villa, in quanto facilmente raggiungibile solo per gli abitanti.

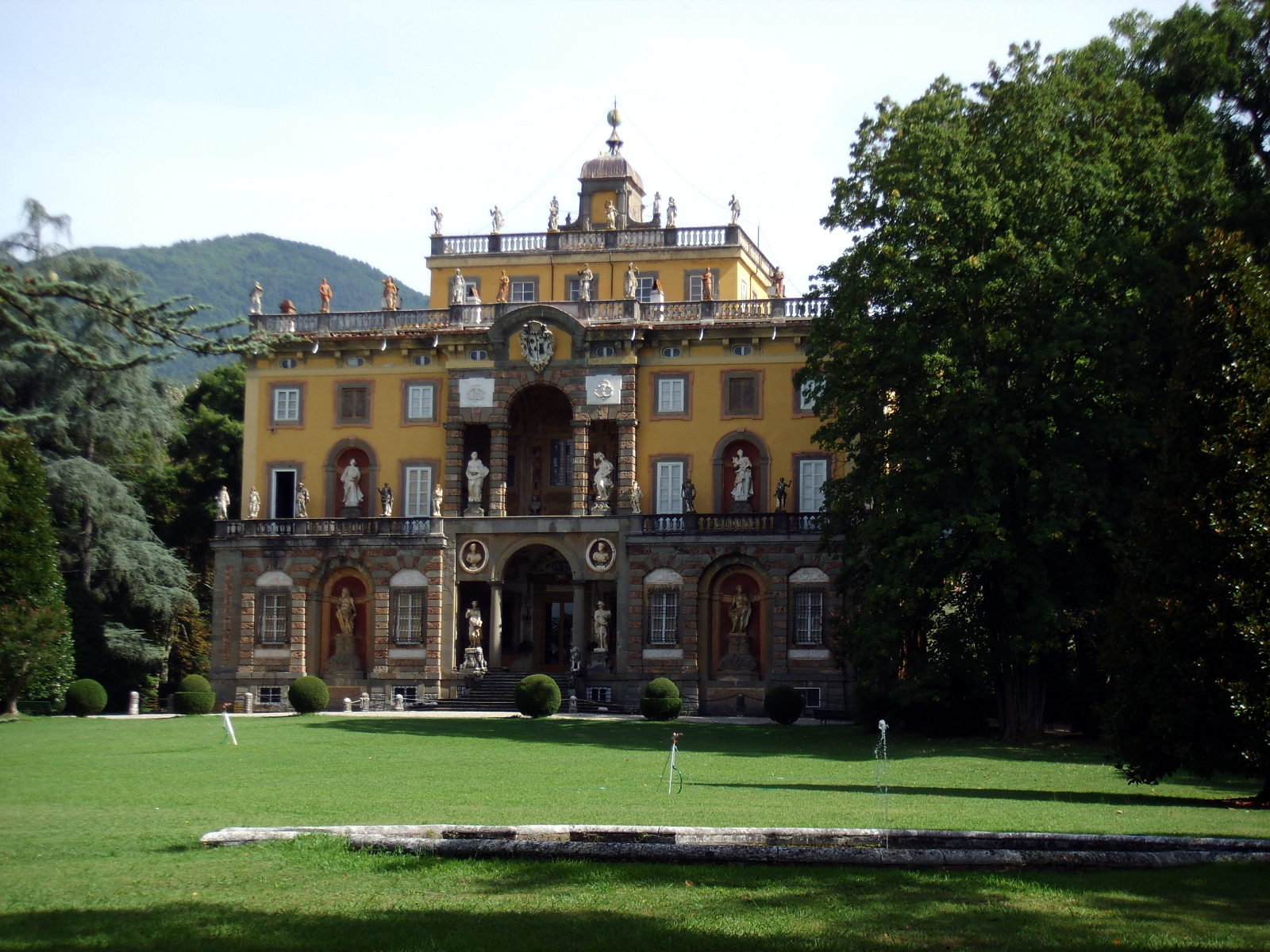
Vista frontale

### Viale della Villa Torrigiani
Viale sterrato circondato da cipressi e alberi, è frequentato dai visitatori della villa e dagli abitanti del paese per compiere attività sportiva. In occasione del Corpus Domini, viene effettuato dagli abitanti il "pertero", un manto fiorito raffigurante immagini religiose, che ricopre metà del viale. Il pomeriggio, avviene la processione, il parroco sotto al baldacchino accompagnato dai lampioni e dai religiosi percorrono tutto il viale.